# Сардиньяс, Гильермо
Гильермо Сардиньяс (исп. Guillermo Sardiñas, 1917—1964) — кубинский священник и революционер.
Гильермо Сардиньяс после изучения теологии был посвящён в сан священника Римско-католической церкви. В 1957 г. присоединился к Движению 26 июля и стал капелланом партизанской армии. Гильермо Сардиньяс некоторое время ходил с партизанами по горам, а потом он стал вести оседлый образ жизни, занимаясь крещением, венчанием и отпеванием среди крестьян Сьерра-Маэстры. По рекомендации Камило Сьенфуэгоса был произведен в чин команданте и до своей смерти отправлял религиозные обряды в тёмно-оливковой форме революционных повстанцев.